# Torneo de las Cuatro Naciones 1903
El Torneo de las Cuatro Naciones de 1903 (Home Nations Championship 1903) fue la 21° edición del principal Torneo de rugby del Hemisferio Norte.
El campeonato fue ganado por la selección de Escocia.

## Clasificación
| Lugar | Selección  | Partidos | Partidos | Partidos  | Partidos | Puntos  | Puntos    | Puntos | Tabla de puntos |
| Lugar | Selección  | Jugados  | Ganados  | Empatados | Perdidos | A favor | En contra | dif.   | Tabla de puntos |
| ----- | ---------- | -------- | -------- | --------- | -------- | ------- | --------- | ------ | --------------- |
| 1     | Escocia    | 3        | 3        | 0         | 0        | 19      | 6         | +13    | 6               |
| 2     | Gales      | 3        | 2        | 0         | 1        | 39      | 11        | +28    | 4               |
| 3     | Irlanda    | 3        | 1        | 0         | 2        | 6       | 21        | -15    | 2               |
| 4     | Inglaterra | 3        | 0        | 0         | 3        | 11      | 37        | -26    | 0               |

## Resultados
| 10 de enero | Gales | 21 - 5 | Inglaterra | Swansea, |  |

| 7 de febrero | Escocia | 6 - 0 | Gales | Edimburgo, |  |

| 14 de febrero | Irlanda | 5 - 0 | Inglaterra | Dublín, |  |

| 28 de febrero | Escocia | 3 - 0 | Irlanda | Edimburgo, |  |

| 14 de marzo | Gales | 18 - 0 | Irlanda | Cardiff, |  |

| 21 de marzo | Inglaterra | 6 - 10 | Escocia | Richmond, |  |

## Premios especiales
- Triple Corona:  Escocia
- Copa Calcuta:  Escocia